# And Then There Were Fewer
And Then There Were Fewer (titulado Y luego quedaron menos en Latinoamérica y Diez negritos en España) es el primer episodio de la novena temporada de la serie Padre de familia emitido en Estados Unidos a través de FOX el 26 de septiembre de 2010. La trama trata sobre varios vecinos de Quahog (entre ellos, los Griffin) que han sido invitados por James Woods a su mansión. Mientras están allí, empiezan a ocurrir una serie de asesinatos y el pánico empieza a cundir entre los asistentes, pero se quedan aislados del exterior cuando el único acceso a la carretera queda impracticable, resignados a quedarse, el grupo trata de descubrir al autor de los crímenes y evitar ser las siguientes víctimas. El episodio está dedicada a la memoria de Ann Perry MacFarlane, madre de Seth MacFarlane fallecida fruto de un cáncer el 16 de julio de 2010. 
El episodio está escrito por Cherry Chevapravatdumrong y dirigido por Dominic Polcino. La producción obtuvo críticas positivas por parte de la crítica por su argumento y múltiples referencias culturales. Según la cuota de pantalla Nielsen, fue visto por 9,41 millones de espectadores. El episodio presenta apariciones estelares de Drew Barrymore, H. Jon Benjamin, Max Burkholder, Colin Ford, Patrick Stewart, Ashley Tisdale y James Woods, junto con los actores de voz recurrentes de la serie. "And Then There Were Fewer" fue el primer episodio de Padre de familia en emitirse en alta definición.

## Argumento
La familia Griffin recibe la invitación de un remitente desconocido a una mansión para pasar el fin de semana, tras un largo viaje llegan finalmente al punto de destino, pero se llevan una sorpresa al ver que no son los únicos invitados. Ya en el comedor, todos los asistentes conocen al fin al anfitrión, quien resulta ser James Woods el cual les ha invitado para hacer las paces con todos aquellos a los que hizo daño con el apoyo de Priscilla, su nueva pareja que le ha ayudado a ser mejor persona. Cuando la pareja se ausenta un momento, Stephanie, compañera de Quagmire, decide sentarse en la silla del anfitrión donde recibe un disparo mortal del que no se sabe su procedencia haciendo creer que Woods en realidad les ha llamado para matarlos a todos, con el miedo en el cuerpo huyen de la mansión, pero una vez fuera, a causa de la tormenta, un árbol cae sobre el único puente dejándolo destruido dejándoles aislados en la casa. Una vez vuelven a entrar en casa, todos acusan a Woods del crimen a pesar de negar su implicación, de pronto sucede un apagón, una vez a oscuras todos oyen un grito ahogado, en cuanto vuelve la luz contemplan horrorizados el cuerpo sin vida del actor, el cual ha sido apuñalado. A medida que pasa el tiempo, Joe descubre gracias a Peter, que la muerte de Stephanie fue fortuita y que la víctima debía de haber sido Woods lo que significa que el asesino es en realidad uno de ellos. Desafortunadamente no hay forma de contactar mediante móvil ni teléfono por la fuerte tormenta.
Mientras buscan pistas para desvelar la identidad del asesino, en un subterráneo, Peter encuentra un diario personal en donde se hace mención de unos medicamentos adquiridos en la farmacia Goldman los cuales aparecen en un cajón, Mort sin embargo alega que Woods nunca pisó su farmacia, no obstante resulta ser que fue su mujer quien le suministró aquellos medicamentos pasando ella a ser la culpable, tras otro apagón, Muriel aprovecha para desparecer, sin embargo resulta ser la siguiente víctima. Después del suceso, todos empiezan a sospechar de Priscilla ya que lleva desaparecida desde la muerte de Woods, sin embargo Brian pide que no se levanten especulaciones. Por otro lado, el marido de Jillian aprovecha para subir a la terraza e intentar captar señal para llamar a la policía pero antes de que pueda llamar recibe un golpe con un Globo de Oro en la cabeza y muere tras una gran caída. Los allí presentes para evitar otro incidente deciden ir todos juntos y registrar las habitaciones de cada uno en busca del trofeo y hallar al fin al culpable, una vez registran las habitaciones, llegan a la de Tom Tucker, mientras registran, Meg encuentra bajo su cama el objeto en cuestión ensangrentado ante la mirada de sorpresa de los presentes, a pesar de la gran evidencia, Tucker niega ser el asesino ya que a lo mejor puede que Priscilla (aun desaparecida) lo haya dejado allí, de repente, los demás ven como del falso techo cae sangre. Peter ayuda a Joe a levantar la tapa de donde cuelga el cuerpo sin vida de la joven lo que significa que Tucker es el asesino. Sin salida intenta huir sin éxito y es retenido por los invitados hasta que llega la policía y le detiene.
A la mañana siguiente, todos hacen las maletas para volver a casa, Lois todavía conmocionada por los sucesos va a hablar con Diane Simmons para animarla, sin embargo la noticiera le comenta que ya tenía claro que iba a presentar las noticias ella sola para sorpresa de Lois, que por intuición descubre que la asesina es en realidad ella, por lo que los nervios empiezan a ser más patentes en ella. Diane le revela entonces que sus verdaderas intenciones eran matar a Woods por despecho y culpar a Tucker del asesinato del actor después de que este pretendiera remplazarla por otra mujer más joven, sin embargo se vio obligada a improvisar cuando Stephanie falleció accidentalmente. Nerviosa intenta evadirse pero Diane al apuntarla con un arma la obliga a acompañarla hasta la parte trasera de la mansión donde no hay nadie ni nada salvo un acantilado desde donde pretende matar a Lois. Horrorizada por el enorme vacío y las olas golpeando las rocas, la mujer suplica por su vida sin embargo Diane sigue adelante con su propósito para asegurarse de que no hable, sin embargo, en el momento que va apretar el gatillo, Diane muere tras recibir un disparo y caer ella por el acantilado. Lois, sin saber de donde vino el proyectil da las gracias a aquel que le ha salvado la vida sin saber que fue Stewie quien apunta con un rifle de largo alcance, el cual confiesa haberla salvado para así ser él el que se encargue de ella en un futuro.

## Producción y desarrollo

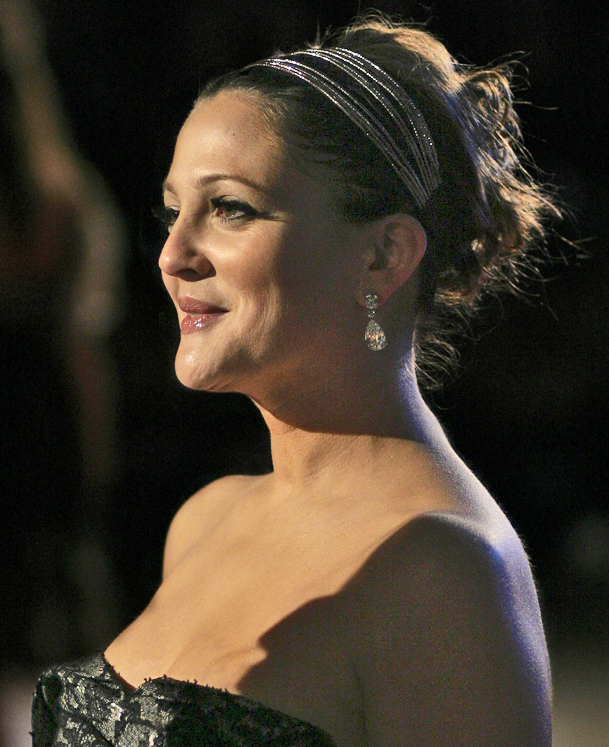
La actriz Drew Barrymore volvió a prestar su voz a Jillian Russell.

El 25 de julio de 2009 se hizo oficial el anuncio del episodio en la Comic-Con International de San Diego por el creador y productor ejecutivo Seth MacFarlane. La dirección corrió a cargo de Dominic Polcino y el guion, Cherry Chevapravatdumrong poco antes de la conclusión de la octava temporada el 20 de junio de 2010. El argumento está basado en la novela de Agatha Christie: And Then There Were None y en la película de 1985 Clue. Peter Shin y James Purdum trabajaron como supervisores de dirección junto con Andrew Goldberg, Alex Carter, Elaine Ko y Spencer Porter como equipo de guionistas. El compositor Walter Murphy, activo desde el inicio de la serie volvió a componer la música para el episodio. And Then There Were Fewer es el primer episodio de la serie emitido en Alta definición. La entrada al mismo se inicia con una cortinilla en la que se dedica el capítulo a la madre de Seth MacFarlane, fallecida a causa de un cáncer.
Aparte del reparto habitual, la actriz Drew Barrymore repite su papel como Jillian Russell y James Woods en su quinta aparición hace una interpretación exagerada de símismo, Ashley Tisdale hace su debut en la serie como Priscilla y H. Jon Benjamin como Carl. También prestan sus voces a sus respectivos personajes: Max Burkholder, Colin Ford y Patrick Stewart en apariciones menores. Los actores habituales de la serie: Lori Alan, John G. Brennan, Nicole Sullivan, Jennifer Tilly, y John Viener prestan sus voces a los respectivos personajes: Diane Simmons, Mort Goldman, Muriel Goldman, Bonnie Swanson, y el marido de Jillian, Derek Wilcox. Danny Smith hace una pequeña aparición.

## Referencias culturales

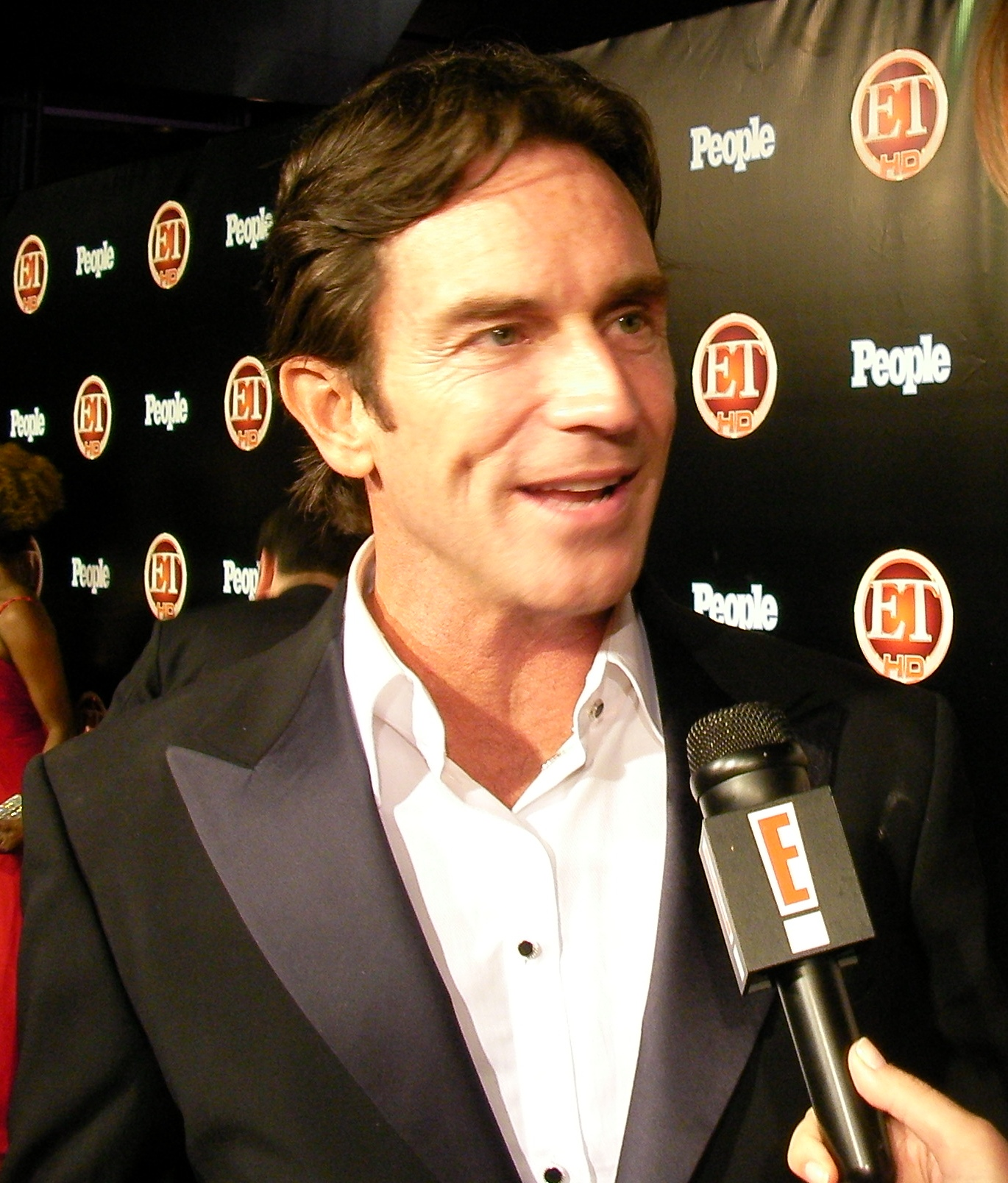
Fiesta posterior a los premios ET Emmy 2008, Jeff Probst